# Бруде VII
Бруде VII (гэльск. Brude VII) — король пиктов в 842—845 годах.

## Биография
Он оспаривал права на престол Королевства пиктов у короля Шотландии Кеннета I. Согласно «Хронике пиктов», Бруде VII был сыном Фокела или Вутоила.